# Phasia tibialis
Phasia tibialis är en tvåvingeart som först beskrevs av Villeneuve 1932.  Phasia tibialis ingår i släktet Phasia och familjen parasitflugor.
Artens utbredningsområde är Taiwan. Inga underarter finns listade i Catalogue of Life.